# Pyndino
Pyndino (ros. Пындино) – wieś (ros. деревня, trb. dieriewnia) w zachodniej Rosji, w osiedlu wiejskim Nowosielskoje rejonu smoleńskiego w obwodzie smoleńskim.

## Geografia
Miejscowość położona jest nad jeziorem Pyndino, przy drogach regionalnych 66N-1809 (Pyndino – Zamoszczje) i 66K-11 (Niżniaja Dubrowka – Michajlenki), 14 km od drogi magistralnej M1 «Białoruś», 17,5 km od drogi regionalnej 66A-71 (Olsza – Nowyje Batieki), 20 km od drogi federalnej R120 (Orzeł – Briańsk – Smoleńsk – Witebsk), 2,5 km od centrum administracyjnego osiedla wiejskiego (Nowosielskij), 31,5 km od Smoleńska, 16 km od najbliższego przystanku kolejowego (416 km).

## Demografia
W 2010 r. miejscowość zamieszkiwało 37 osób.

## Historia
W czasie II wojny światowej od lipca 1941 roku miejscowość była okupowana przez hitlerowców. Wyzwolenie nastąpiło we wrześniu 1943 roku.